# Роберт Янакиев
Роберт Янакиев Янакиев е български актьор и политик от Граждани за европейско развитие на България.

## Биография
Роден на 9 ноември 1966 г. и завършва актьорско майсторство в театралния колеж „Любен Гройс“ през 1994 г. Директор на общинския театър „Възраждане“ и общински съветник от ГЕРБ в София.

## Театрални роли
- „Квартет за двама“ (Анатолий Крим) (2019)
- „Вуйчо Ваньо“ (Антон Чехов)

## Филмография
- Чичо Коледа (2021) - Премиера
- Отдел „Издирване“ (тв сериал, 2021) - Петър
- Голата истина за група Жигули (2021) - директорът на операта
- Румбата, аз и Роналдо (8-сер. тв, 2019) – кмет
- Под прикритие (тв сериал, 2011 – 2016) – Кръстан Григоров,корумпиран инспектор от ГДБОП
- Столичани в повече (тв сериал, 2015) – прокурор
- Недадените (12-сер. тв, 2013) – Петър Габровски
- Ако някой те обича (2010) – учител по физическо
- Гераците (2008)
- Ваканцията на Лили (6-сер. тв, 2007) - Хари, бащата на Лили
- Време за жени (2006)
- Приятелите ме наричат Чичо (тв, 2006)
- Филип (тв, 2004) – Росен
- Най-важните неща (2-сер. тв, 2001) – Михалаки
- Огледалото на дявола (4-сер. тв, 2001) – Петков
- Баща ми (2000)
- Сламено сираче (5-сер. тв, 1999)